# NGC 7704
NGC 7704 é uma galáxia elíptica (E-S0) localizada na direcção da constelação de Pisces. Possui uma declinação de +04° 53' 53" e uma ascensão recta de 23 horas, 35 minutos e 00,9 segundos.
A galáxia NGC 7704 foi descoberta em 13 de Outubro de 1827 por John Herschel.